# علی شفیعی (بازیکن والیبال)

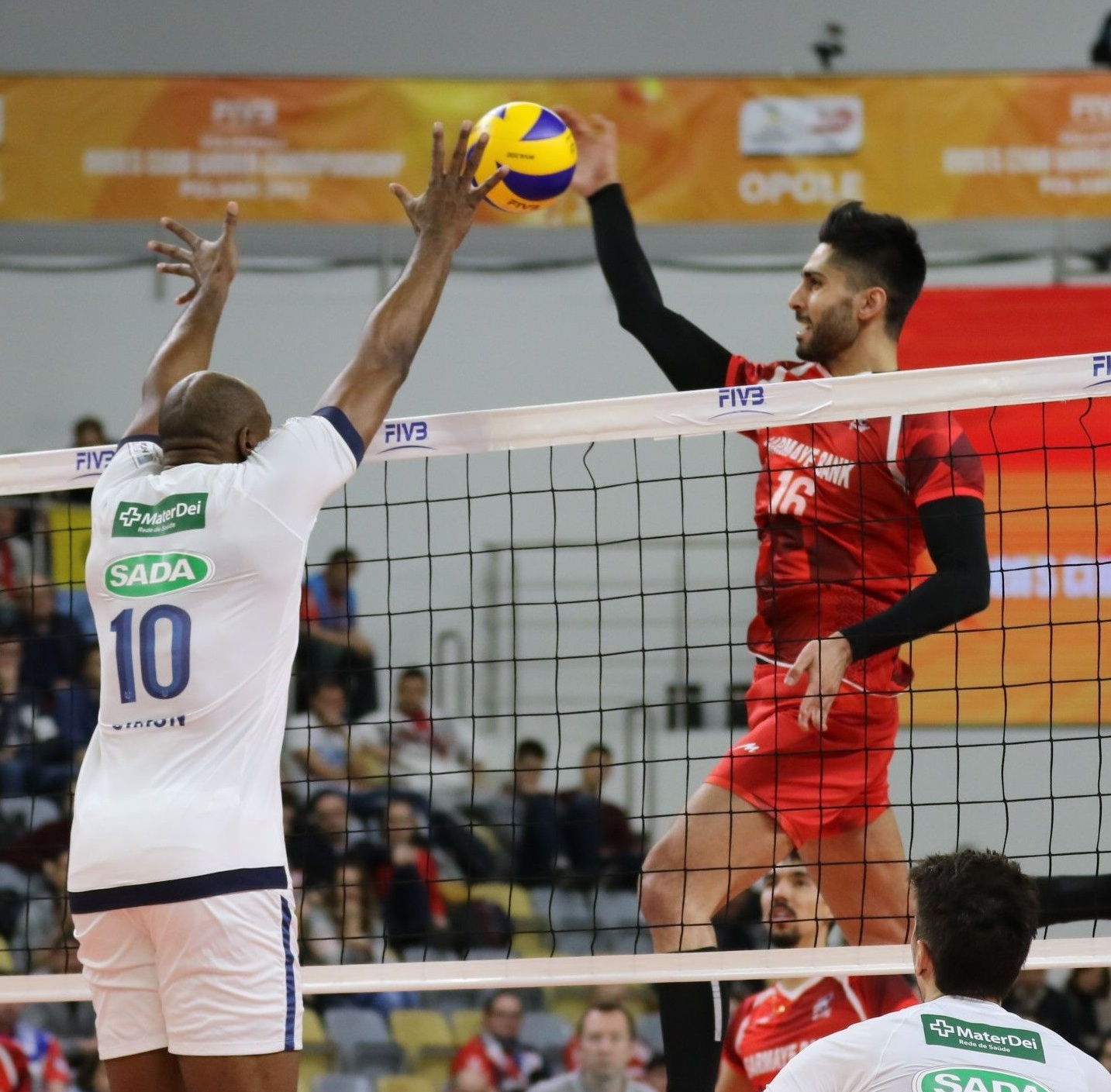
شفیعی در مقابل روبرت لندی سیمون - دیدار بانک سرمایه و سادا کروزیرو ۲۰۱۷

علی شفیعی (زاده ۲۱ مهر ۱۳۷۰ در آمل)، بازیکن تیم ملی والیبال ایران است. شفیعی با پیراهن نوین کشاورز تهران پدیده لیگ برتر ایران در لیگ ۱۳۹۳ بود. وی سپس به کاله آمل پیوست و به مدت ۲ فصل در تیم بانک سرمایه بازی کرد و پس از کسب دو عنوان قهرمانی با این تیم راهی باشگاه سایپا شد. برای فصل ۲۰۲۰–۲۰۱۹ شفیعی به استاد پویتوین پویتیرز در لیگ ۱ فرانسه پیوست تا اولین لژیونر ایران در لیگ فرانسه و دومین لژیونر تاریخ ایران در پست سرعتی زن باشد. وبسایت والیبایت از عملکرد او در جام باشگاه‌های جهان با عنوان «باهوش و جوان» تقدیر کرد.
مادرش اهل آمل مازندران و پدرش اهل شهرستان شیروان خراسان شمالی هستند و پدربزرگ او پرویز شفیعی از خیرین و بزرگان آموزش و پرورش شهرستان شیروان بوده‌است.

## باشگاهی
او کار خود را در تیم پایه کاله آمل شروع کرد. بعد از مدتی به تیم بزرگسالان کاله پیوست و در اولین فصل حضورش در سوپرلیگ والیبال ایران با پیراهن کاله به مقام نایب قهرمانی رسید. سپس به تیم نوین کشاورز تهران پیوست. عملکرد خوب او در این تیم باعث شد تا عنوان پدیده لیگ را به دست بیاورد. در آن فصل نوین کشاورز با قبول شکست مقابل میزان خراسان حذف شد و از رسیدن به مرحله یک چهارم نهایی بازماند. او سپس به آمل بازگشت و فصل بعد را در کاله گذراند. عملکرد متوسط کاله در این فصل باعث شد تا برای اولین بار این تیم از رسیدن به مرحله پلی آف باز بماند. در ادامه و در فصل ۱۳۹۵ او به مدافع عنوان قهرمانی بانک سرمایه پیوست و با این تیم موفق به کسب قهرمانی در سوپر لیگ ایران شد. لیگ ۹۶–۹۷ هم بمانند فصل قبل، شفیعی در بانک سرمایه ماند و با برتری مقابل اردکان یزد در فینال، مجدداً به مدال طلای سوپرلیگ والیبال ایران دست یافت. در فصل ۹۷ شفیعی علی‌رغم داشتن پیشنهادهایی از فرانسه و لهستان به سایپا پیوست و با این تیم تا فینال سوپرلیگ پیش رفت. جایی سایپا که با وجود پیروزی در دیدار نخست، دو مسابقه بعدی را به شهرداری ورامین واگذار کرد و به مدال نقره دست یافت. چند روز پیش از اعزام به چین همراه تیم ملی، سایت فدراسیون والیبال رسماً اعلام کرد شفیعی به باشگاه استاد پویتوین پویتیرز در سطح اول والیبال فرانسه پیوسته و به اولین لژیونر تاریخ والیبال ایران در این لیگ و دومین لژیونر تاریخ ایران در پست سرعتی زن پس از سعید رضایی شده‌است.

## تیم ملی
شفیعی اولین بار در سال ۱۳۹۳ و پیرو عملکرد خوبش در لیگ برتر به تیم ملی والیبال برای مسابقات لیگ جهانی والیبال ۲۰۱۴ دعوت شد. او برای اولین بار برای حضور در تیم ملی بزرگسالان به اردوی ماقبل مسابقات لیگ جهانی والیبال ۲۰۱۵ دعوت شد و در این مسابقات، عضو تیم ملی بود. وی در مسابقات قهرمانی آسیا ۲۰۱۵ در تهران عضو تیم ملی والیبال بود. شفیعی همچنین در رقابت‌های لیگ جهانی والیبال ۲۰۱۷ نیز در ترکیب اعضای تیم ملی ایران حضور داشت. بعد از کنار گذاشتن عادل غلامی، مسعود غلامی جایگزین او در لیگ جهانی ۲۰۱۸ شد. بعد از عملکرد ضعیف مسعود غلامی در لیگ ۹۶–۹۷ شفیعی جایگزین وی در ترکیب اصلی ایران شد و عملکرد درخشانی داشت. در جریان دیدار ایران و استرالیا در لیگ ملت‌های والیبال ۲۰۱۸ وی با کسب ۱۷ امتیاز و کسب تنها ۱ امتیاز کمتر از ویلیامز از استرالیا، دومین بازیکن امتیازآور زمین و برترین بازیکن این دیدار شد. در ادامه این مسابقات و در دیدار ایران و لهستان در شیکاگو آمریکا که با برتری ۳ بر ۰ ایران همراه بود، شفیعی در کنار میلاد عبادی پور با کسب ۱۴ امتیاز امتیازآورترین بازیکنان میدان بودند. با آغاز دور دوم لیگ ملتهای والیبال در سال ۲۰۱۹ شفیعی مجدداً به مانند سال قبل همراه تیم ملی والیبال راهی این مسابقات شد و در کنار محمد موسوی زوج سرعتی زن ایران را تشکیل می‌دهد.

علی شفیعی در بازی مقابل کانادا در لیگ جهانی

## افتخارات

### باشگاهی
- قهرمانی در سوپر لیگ والیبال ایران (۱۳۹۵) - با بانک سرمایه
- قهرمانی در سوپر لیگ والیبال ایران (۱۳۹۶) - با بانک سرمایه
- نایب قهرمانی در سوپر لیگ والیبال ایران (۱۳۹۳) - با کاله
- نایب قهرمانی در سوپرلیگ والیبال ایران (۱۳۹۷) - با سایپا
- قهرمانی در لیگ جوانان ایران (۱۳۹۲) - با کاله جوان
- قهرمانی در قهرمانی باشگاه‌های آسیا (۲۰۱۶) ایپیداو - با بانک سرمایه
- قهرمانی در قهرمانی باشگاه‌های آسیا (۲۰۱۷) نام دین - با بانک سرمایه
- هشتمی جام قهرمانی باشگاه‌های جهان (۲۰۱۳) برزیل - با کاله

### ملی
- قهرمانی جام کنفدراسیون والیبال آسیا (۲۰۱۶) - ناخون پاتوم
- قهرمانی بازی‌های آسیایی (۲۰۱۸) - جاکارتا
- نایب قهرمانی قهرمانی آسیا (۲۰۱۵) - تهران
- قهرمانی قهرمانی آسیا (۲۰۱۹) - تهران

### انفرادی
- کسب عنوان پدیده سوپر لیگ در سال ۱۳۹۳ با پیراهن نوین کشاورز
- کسب عنوان دومین بازیکن محبوب سال در سال ۱۳۹۶ با پیراهن بانک سرمایه[۱۱]